# Gnophos pullata
Gnophos pullata är en fjärilsart som beskrevs av John Henry Leech 1897. Gnophos pullata ingår i släktet Gnophos och familjen mätare. Inga underarter finns listade i Catalogue of Life.